# Комарик черенковий
Комарик черенковий (Contarinia nasturtii) — комаха родини галиць. Шкідник сільського господарства, завдає шкоди культурам хрестоцвітних рослин, перш за все капусті — звичайній, савойській, цвітній.

## Опис
Невеликий комарик завдовжки 1,5-2 міліметри. Має жовто-зелене чи жовто-буре забарвлення. Грудний відділ сіро-жовтий. Комарик має широкі, райдужні крила. Яйця комарика безбарвні, злегка зігнуті, мають коротку ніжку. Личинка пласка, звужена спереду, лимонно-жовтого забарвлення.

## Екологія
Зимують лялечки черенкового комарика. Навесні відроджуються імаго. Дорослі комарики не харчуються тому живуть недовго і швидко спаровуються. Запліднені самки відкладають яйця групами по 15-20 штук у верхівкову бруньку хрестоцвітих культур. Личинки вилуплюються з яєць за 3-4 дні. Спочатку личинки харчуються соками які висмоктують з черешків листків. Пізніше також починають поїдати тканини листків. Поступово личинки гладшають і скривлюються, а поїджені ними листки зморщуються. Якщо погода волога та тепла, то через зроблені личинками пошкодження може загнити серцевина капусти. Особливо небезпечно коли комарик вражає розсаду капусти. Окрім верхівкової бруньки в капусти, комарик зустрічається також і в потворно роздутих бутонах різних хрестоцвітих рослин. Личинки дуже швидко ростуть і вже за 10-12 днів досягають дорослого віку. Після цього вони покидають рослину і заляльковуються в ґрунті недалеко від поверхні. В перші 2-3 тижні лялечка потребує вологи тому і в разі сухої та жаркої погоди може загинути. В середньому за 6-7 тижнів лялечка перетворюється на дорослого комарика. В залежності від температури цей термін може змінюватися. В теплих місцевостях за сприятливої погоди за літо може розвинутися до чотирьох поколінь.  